# Valentin Lebedev
Valentin Vitaliyevich Lebedev (em russo:  Валентин Витальевич Лебедев,  14 de abril de 1942 em Moscou) é um cosmonauta soviético que participou de duas missões no espaço.
Lebedev foi graduado na Escola Superior da Força Aérea em Orenburg com um doutorado em ciências técnicas. Ele trabalhou como um projetista de aeronaves antes de se juntar ao time de cosmonautas em 1972 como um engenheiro civil.
Ele foi o engenheiro de voo da missão Soyuz 13 no ano seguinte, e da missão Soyuz T-5 rumo à estação espacial Salyut 7 em 1982. No final de sua estada na estação, Lebedev retornou na cápsula Soyuz T-7. Seu livro, Diário de um cosmonauta: 211 Dias no espaço, possui uma rara descrição de como era a vida a bordo da Salyut 7 para os cosmonautas que viviam e trabalhavam lá.
Ele se retirou do programa espacial em 1993.